# Klaus Fuchs
Pour les articles homonymes, voir Fuchs.
Emil Julius Klaus Fuchs, né le 29 décembre 1911 à Rüsselsheim am Main et mort le 28 janvier 1988 à Berlin-Est, est un physicien allemand qui participa au Projet Manhattan durant la Seconde Guerre mondiale. Également agent secret au service des Soviétiques, il contribua grandement à ce que l'URSS se dote aussi de la bombe atomique.

## Biographie
Klaus Fuchs est le fils benjamin du pasteur luthérien et militant social-démocrate Emil Fuchs ; il était le filleul d'Harald Poelchau, l'aumônier de la prison de Plötzensee et membre du cercle de Kreisau antinazi. Malgré les moqueries et les brimades de ses camarades du lycée classique d'Eisenach, Fuchs militait en faveur de la démocratie et de la République de Weimar, et devint membre du SPD et de la milice du Reichsbanner Schwarz-Rot-Gold. Bachelier, il s'inscrivit à l'université de Leipzig pour y étudier les mathématiques (1930-1931), poursuivit à l'université de Kiel et enfin à l'université Frédéric-Guillaume de Berlin (1933).
Après la nomination de Hitler au poste de chancelier du Reich (Reichskanzler) le 30 janvier 1933 et la dissolution du SPD, Fuchs rallia le KPD. Lors de l'incendie du Reichstag (27-28 février 1933), Fuchs n'échappa à son arrestation qu'en ratant le départ d'une manifestation à Berlin. Désormais recherché dans toute l'Allemagne, il parvint encore à étudier pendant cinq mois à Berlin puis, au mois d'août 1933, partit pour Paris. Un cousin qui travaillait au Royaume-Uni lui offrit la possibilité de poursuivre des études de physique à l'université d'Édimbourg. Il soutint sa thèse de doctorat, consacrée aux forces de cohésion dans le cuivre métal, en 1936, à l'université de Bristol, sous la direction de Nevill Mott. En 1940, il est arrêté en tant que « suspect allemand » comme de nombreux autres Allemands établis en Grande-Bretagne, puis il est alors transféré dans un camp militaire situé à Sherbrooke au Canada pendant environ huit mois où il reste interné avant d'être libéré.
Il retourne alors en Grande-Bretagne où il est employé en tant que chercheur scientifique dans un laboratoire travaillant pour le Ministère de la Défense britannique. En 1942, il engage une procédure de naturalisation et obtient alors la nationalité britannique. Il avait été envoyé dès 1941 par le gouvernement britannique aux États-Unis, dans le cadre des programmes de recherche sur la bombe atomique où la Grande-Bretagne mettait à disposition des États-Unis des savants et chercheurs déjà employés dans les programmes de recherche engagés au sein du Royaume-Uni.
Il travaille notamment au laboratoire national de Los Alamos et à l'établissement de recherche atomique d'Harwell. Recruté par l'agent du NKVD Alexandre Feklissov en 1941, il fut découvert par le biais du projet Venona.
Après 1945, il retourne en Grande-Bretagne où il devient un des dirigeants du centre de recherches atomiques de Harwell entre 1946 et son arrestation en 1950.
Il avoue avoir espionné au profit de l'Union soviétique et est condamné, en 1950, à 14 ans de prison pour la divulgation de secrets concernant les bombes atomiques américaines. Son arrestation est à l'origine de l'affaire Rosenberg. Pour sa part, il évite l'emprisonnement à perpétuité prévu pour ce genre de crime, car l'URSS était considérée comme une alliée lors du recrutement de Fuchs.
En 1959, après 9 ans de prison, il est libéré pour bonne conduite et retourne en République démocratique allemande. Après son arrivée en Allemagne de l'Est, il épouse Greta Keilson, une Allemande qu'il avait connue lors de son séjour en France avant-guerre.
Il est alors un des cadres dirigeants du programme atomique est-allemand et il travaille au centre de recherches fondamentales atomiques à Rossendorf, près de Dresde. Il est un des directeurs de ce centre où il reste jusqu'en 1979, date à laquelle il prend sa retraite, assimilé au grade et fonction de « Professor Doktor » des universités est-allemandes.
Il est membre du comité central du SED (parti communiste est-allemand) à compter de 1967 et fut également membre de l'Académie des Sciences de la République démocratique allemande. Les autorités est-allemandes lui ont attribué de nombreuses distinctions dont l'Ordre de Karl-Marx, la plus haute distinction civile en Allemagne de l'Est, et le titre de « scientifique éminent du peuple ».
En 1983, il est un des dirigeants du « Conseil scientifique » de la République est-allemande, instance suprême des recherches civiles et militaires de cet ancien État allemand, créé en octobre 1949 et disparu en octobre 1990.
Il meurt le 28 janvier 1988 à Berlin-Est. À son décès, l'agence de presse est-allemande publia une longue note rappelant les étapes de sa vie, mais ne mentionnant aucune donnée sur la période de 1941 à 1950 où Klaus Fuchs donna des renseignements de très haut niveau aux services de recherche atomique soviétique et qui permit ainsi à l'Union soviétique de mettre au point sa première bombe atomique en 1949.

### Filmographie
- Chris Bould, L'homme qui donna la bombe aux soviets, 2010.